# 八坂神社 (甲賀市)
八坂神社（やさかじんじゃ）は、滋賀県甲賀市水口町嶬峨にある神社である。

## 歴史
社伝によると、郷土開拓の祖神である川枯神を勧請し、794年（天平21年）左大臣橘諸兄公（さだいじんたちばなのもろえ）が隣接する千光寺の伽藍を造営する際、仏法擁護のために社殿を造営したと伝わる。
932年（承平2年）、神徳布施の故をもって、儀俄大宮の号を賜り、現在の地に社殿を建立。
本殿は1439年（永享11年）に建立。嶬峨大宮千光寺雑録によると、1587年（天正15年）に本殿は再建されたと記され、様式手法とも一致している。
1721年（享保6年）、1866年（慶応2年）の修理を経て、1959年（昭和34年）に解体修理が実施された。
平安時代には川枯神社と呼ばれ、のちの嶬峨大宮（ぎかおおみや）、午頭天王（ごずてんのう）神社、現在は八坂神社と呼ばれている。

## 祭神
素盞鳴命、聖武天皇、神武天皇

## 祭事
- 川枯祭 - 5月1日[1]
  - 前日 - 初老の厄男が獅子頭を持つて氏子全戸を廻る
  - 当日 - 午前中に祭典、午後からは神輿渡御（元禄模様の衣装を着けた若衆60人が野洲川を渡る）
- 的山のおこない - 1月7日
  - 宮座としてその家の長男の息災延命・家運隆昌を祈願するもの等。見学は不可。

## 境内社
- 天神社
- 熊野社
- 川枯社
- 八幡社
- 八坂社

## 文化財

### 重要文化財（国指定）
- 本殿 - 一間社流造、檜皮葺[2]

### 市指定文化財
- 神像 - 平安時代作[2]
- 下馬橋 - 1699年（元禄12年）雨乞い祈願成就のお礼として氏子から奉納されたもの。凝った造りの反橋。

## 境内

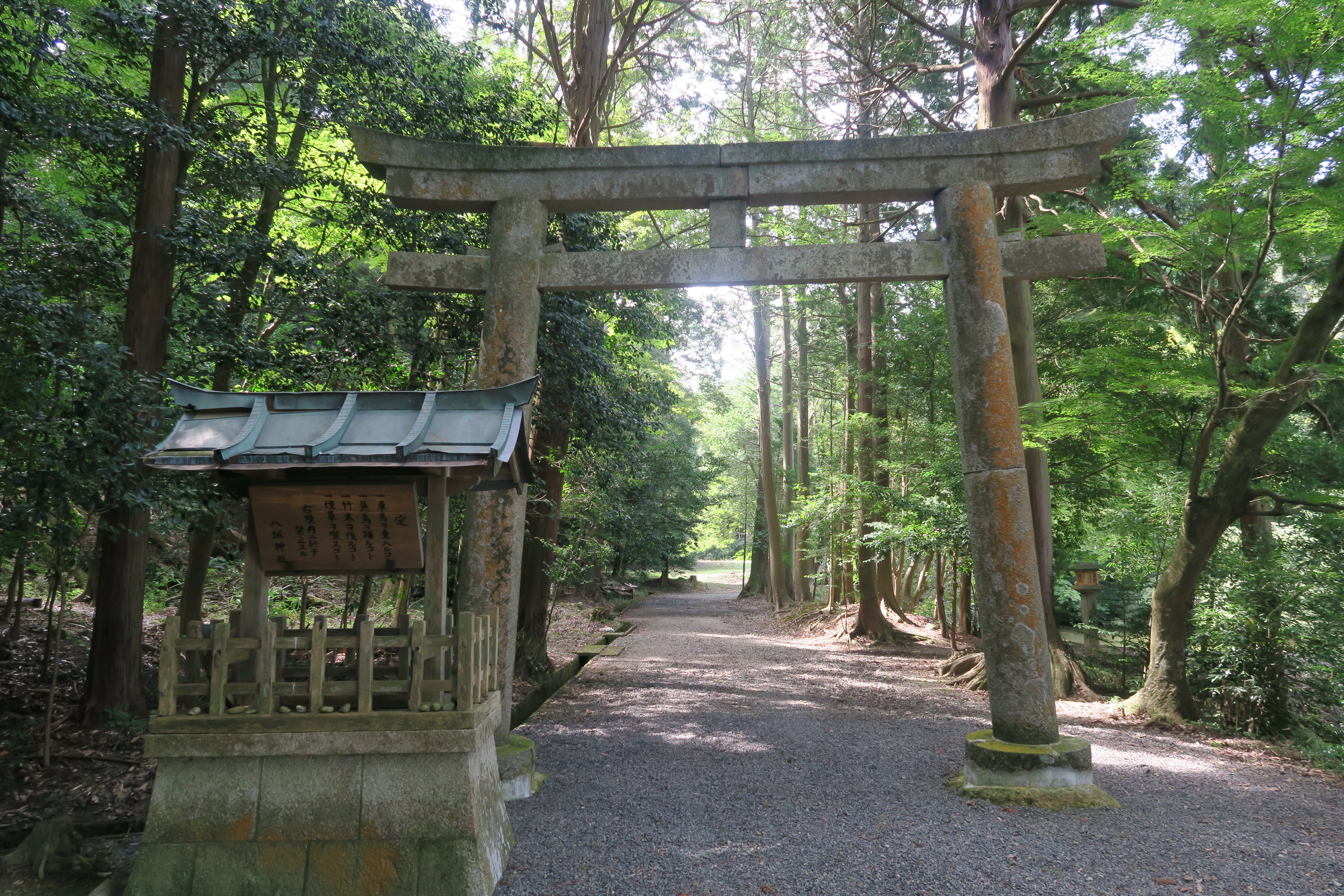
鳥居
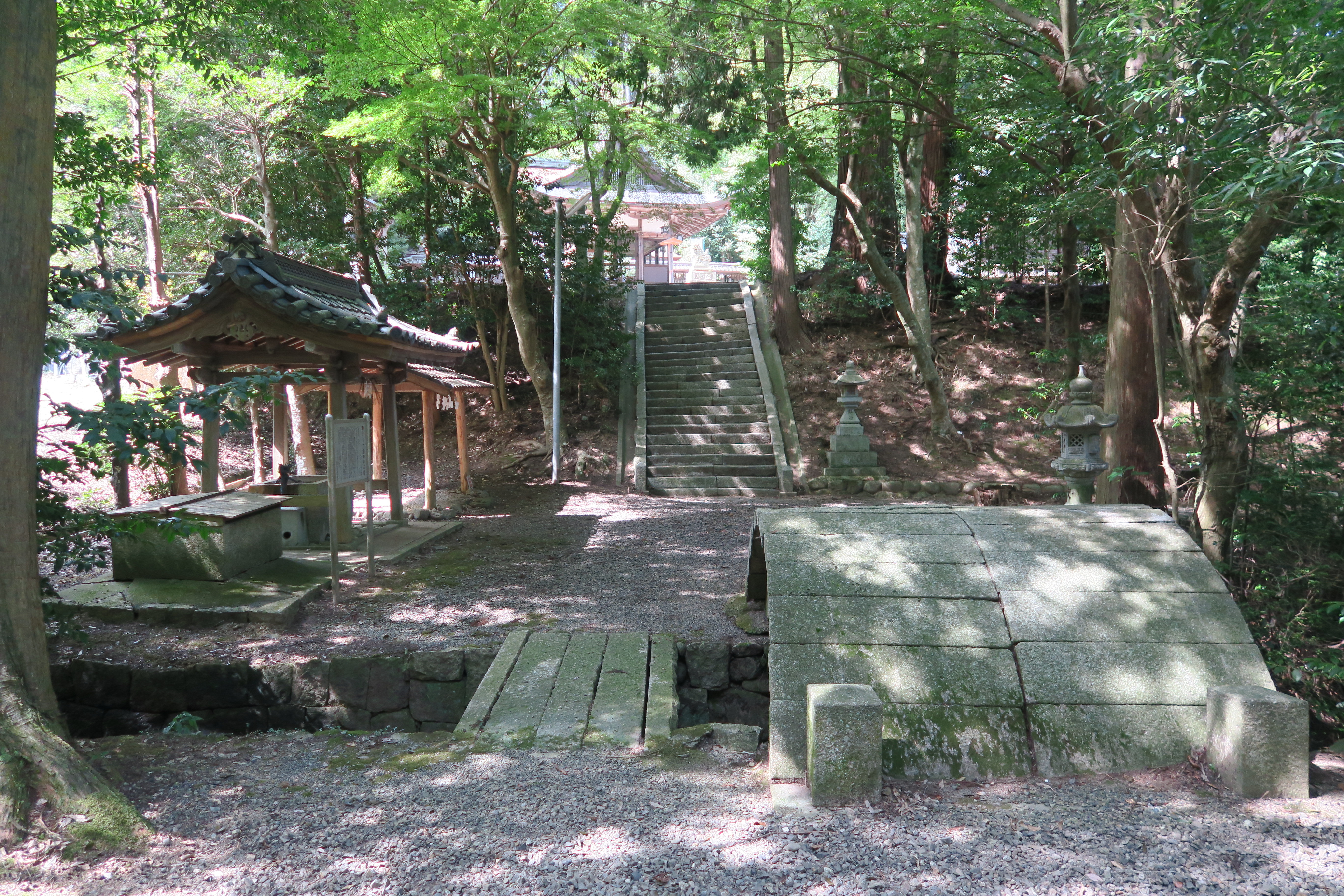
石段付近
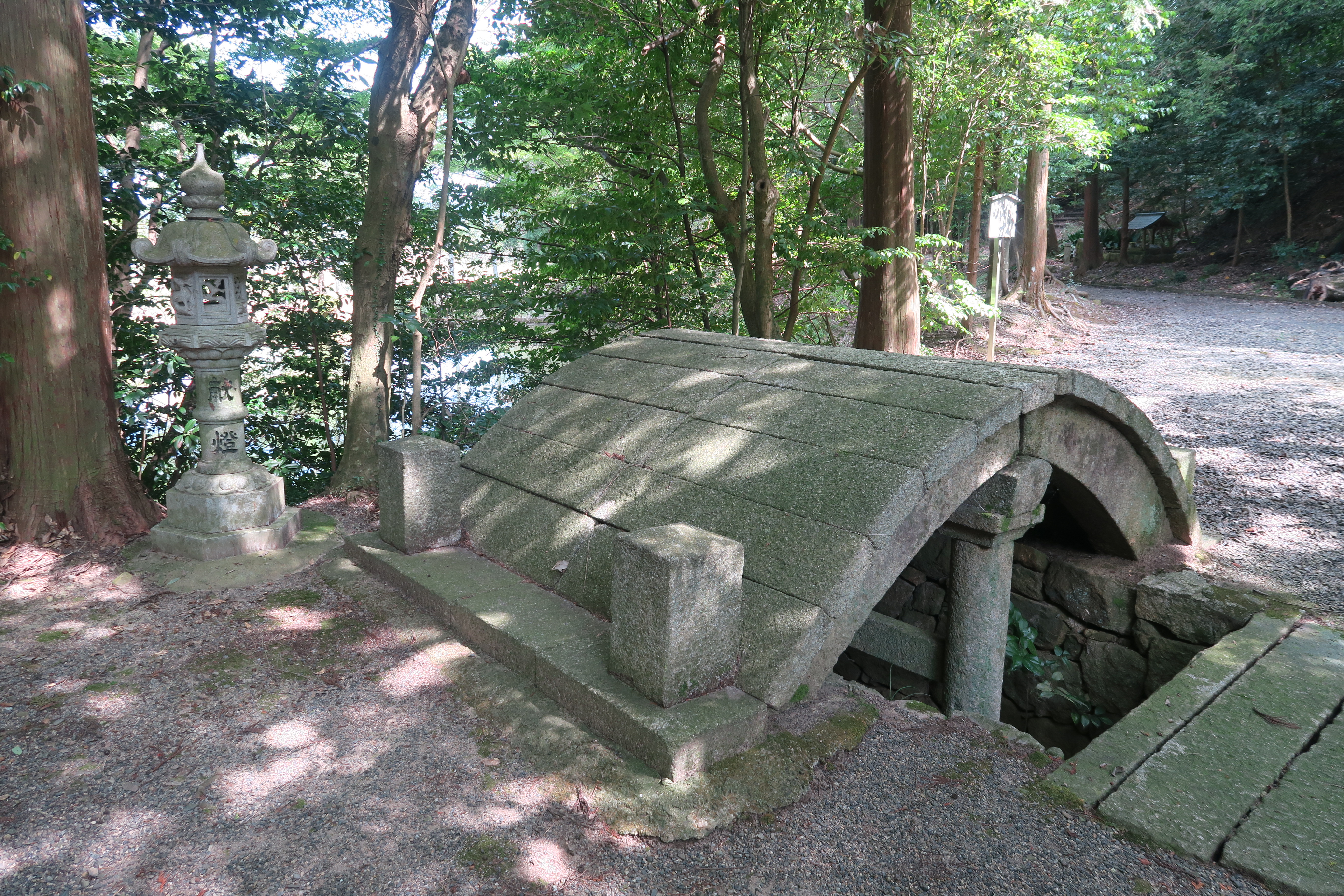
下馬橋
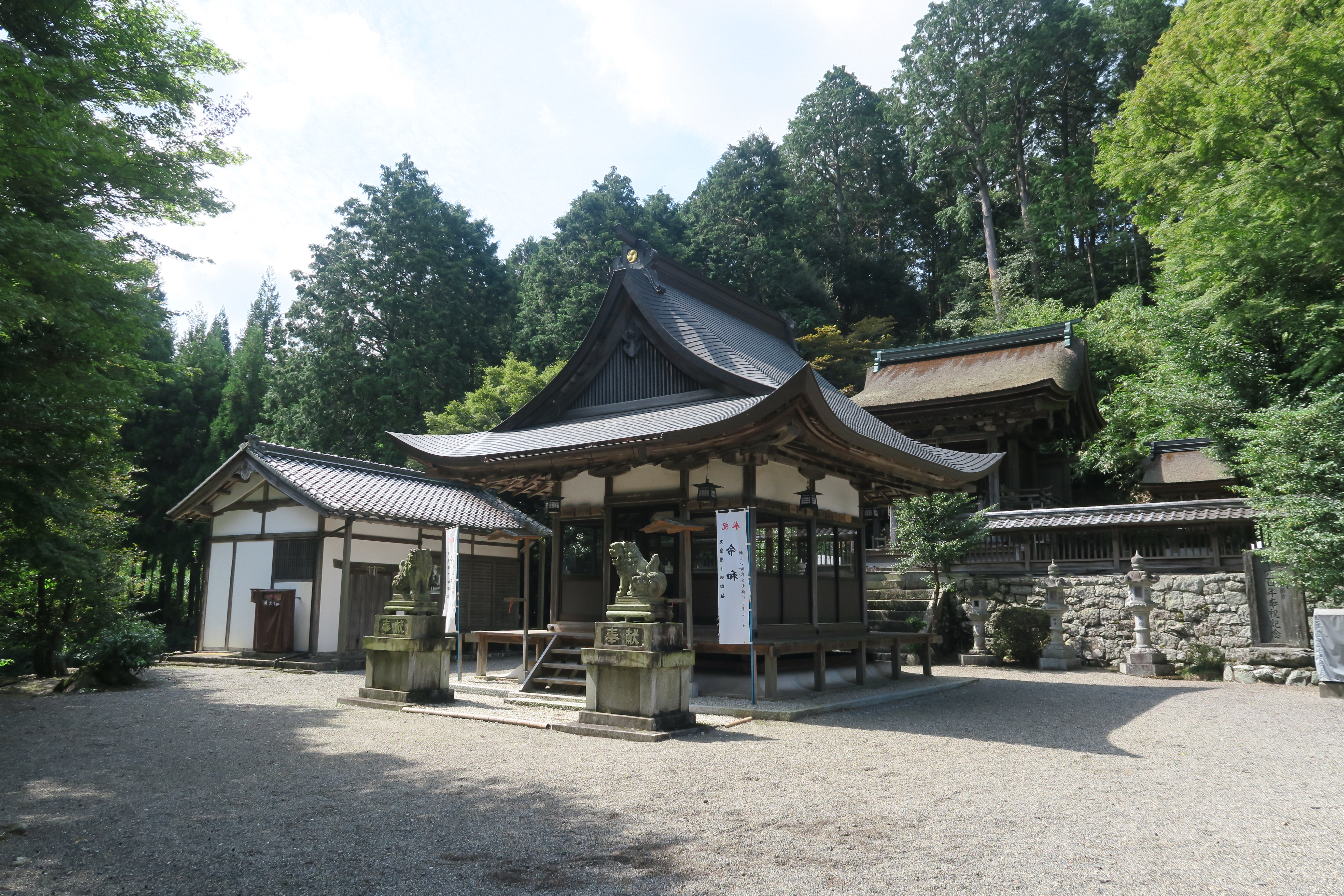
拝殿と本殿
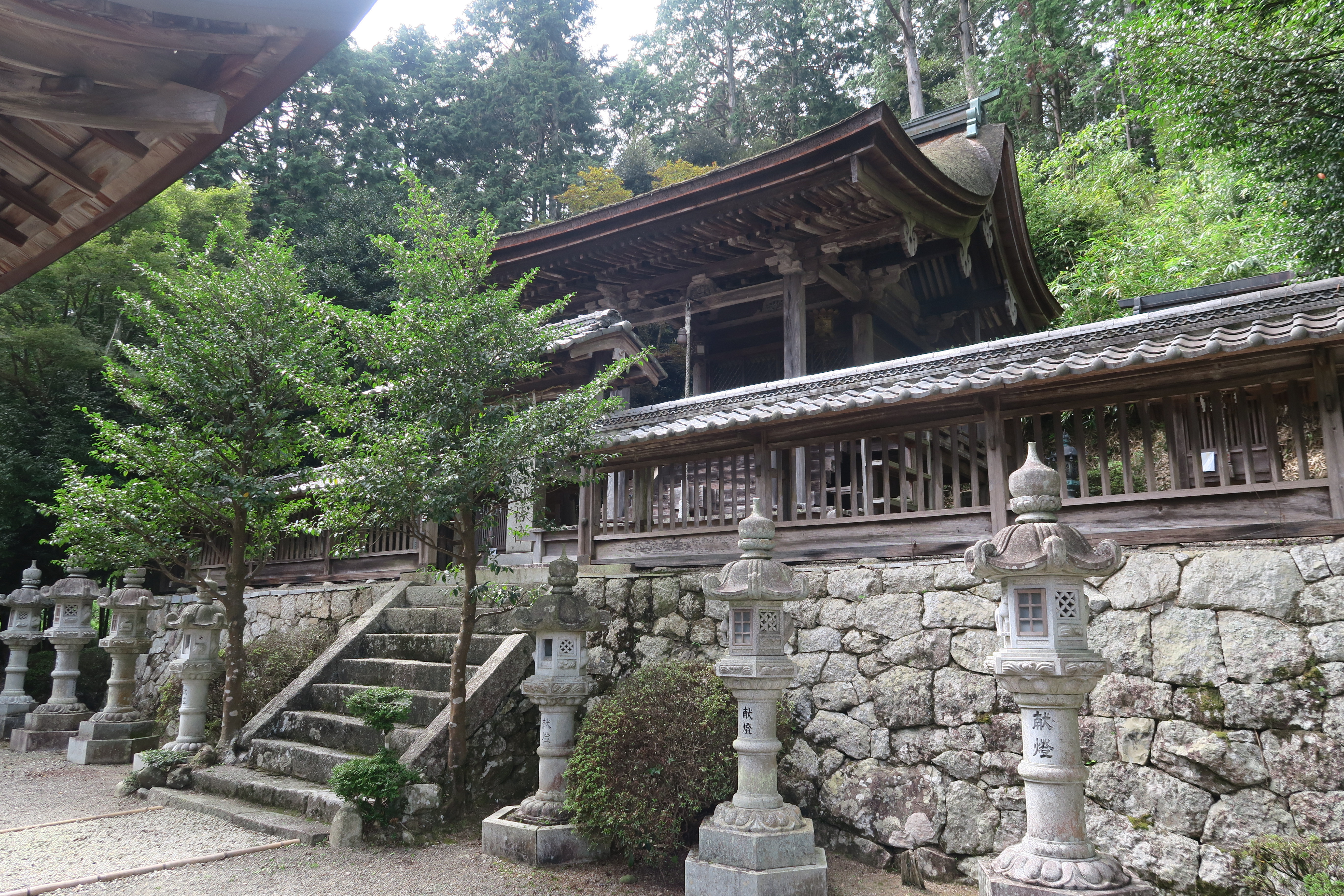
本殿
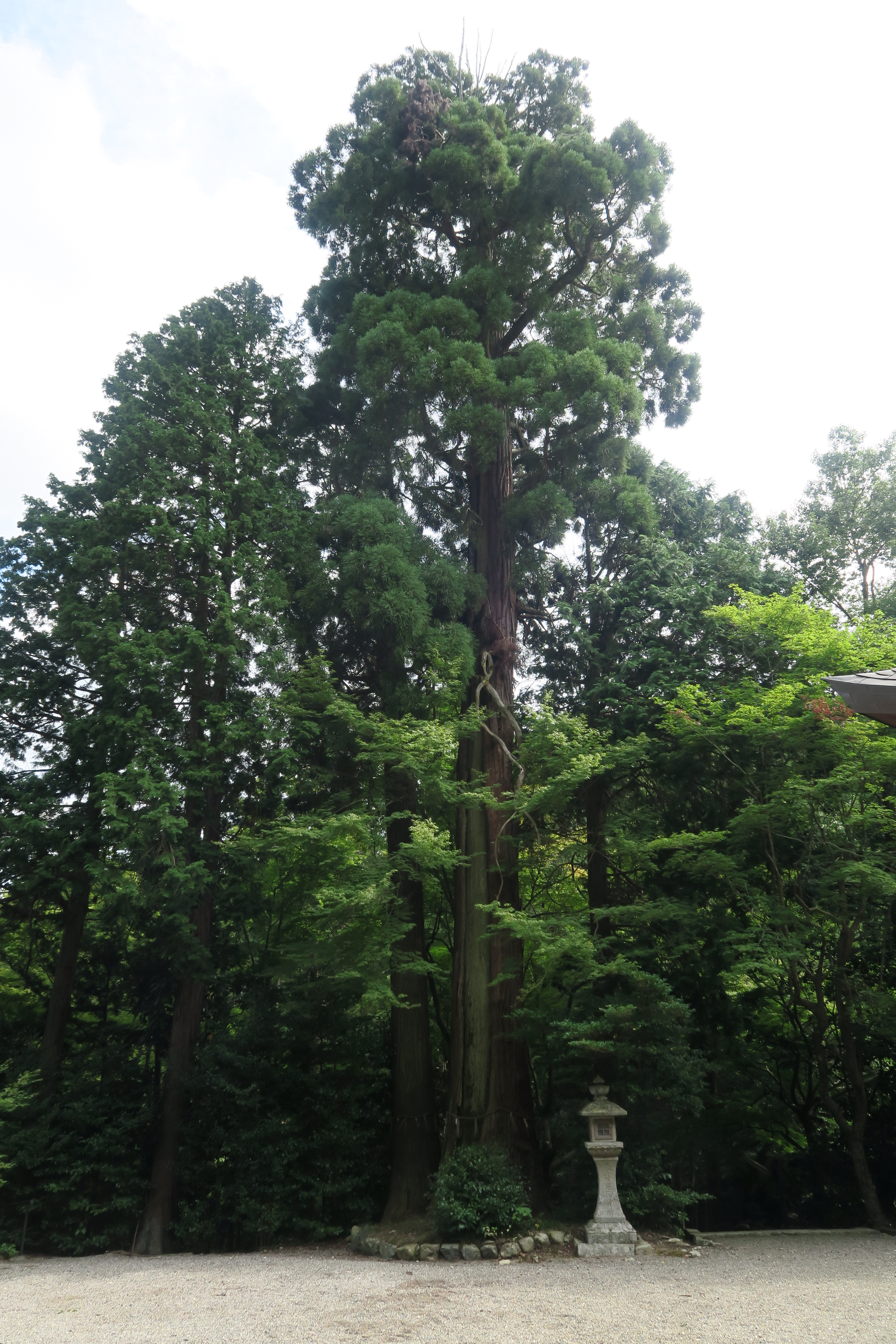
大杉